# Гельчтальбрюкке
50°37′21″ пн. ш. 12°14′45″ сх. д. / 50.6225° пн. ш. 12.245833333333° сх. д.
Гельчтальбрюкке (Ґьольцштальський міст, нім. Göltzschtalbrücke) — найвищий у світі цегляний віадук.
Цей залізничний міст був побудований у 1846—1851 рр.,
при його будівництві було використано понад 26 мільйонів цеглин.
Висота моста 78 м, довжина — 574 м, ширина біля основи — 23 м. Міст чотириповерховий, має 29 прогонів.
На початок ХХІ сторіччя міст є частиною швидкісної магістралі Дрезден-Нюрнберг.
Міст проходить по долині річки Гельч між містами Райхенбах-ім-Фогтланд (район Мілау) та Нецшкау, неподалік від межі між федеральними землями Тюрингія і Саксонія, неподалік міста Грайц.

## Історія
Гельчтальбрюкке був побудований в 1846—1851 роках під час будівництва Саксонія-Баварської залізниці біля міста Мілау одночасно зі схожою архітектурною спорудою, мостом Ельстертальбрюкке між містами Йосніц та Йокета.
При будівництві цієї залізниці, що прямує з Лейпцига через Плауен та Гоф до Нюрнбергу, необхідно було подолати одну з найбільших перешкод — долину річки Гельч.
Так як у Саксонія-Баварської залізничної компанії було не так багато коштів, то вона спробувала 27 січня 1845 року за допомогою конкурсу з призовим фондом в 1000 талерів, оголошеного в усіх німецьких газетах, знайти вигідне архітектурне рішення для будівництва моста.
На конкурс надійшло 81 пропозиція, але ніхто з претендентів не зміг на основі статичних підрахунків
довести здатність оцінити навантаження запланованого залізничного сполучення.
Тому гроші були розділені між чотирма найкращими пропозиціями, з яких жодна не була реалізована.
Голова комісії, професор Йоганн Андреас Шуберт на основі власного досвіду
статичних розрахунків створив проект можливого рішення, використавши в ньому окремі пропозиції з конкурсних проектів.
Таким чином, цей міст став першим в світі розрахованим по статичним даними мостом.
Як основний матеріал будівництва архітектором була обрана цегла, вельми незвичайний матеріал для тих часів.
У цій місцевості були великі родовища глини, і таким чином, цегла була дешевою і зручною для доставки.
Тільки в декількох, що викликають найбільший сумнів місцях, Шуберт планував використовувати граніт.
Міст був закладений 31 травня 1846 року.
Після початку будівництва проект ще раз зазнав змін через технічні труднощі що виникли.
Крім того, грунт на місці будівництва в долині виявився не таким твердим, як передбачалося, тому спочатку заплановані симетричні арки були замінені в центрі на одну набагато більшу арку за проектом головного інженера Роберта Вільке.
Це ще більше прикрасило міст, перетворивши його в імпозантну архітектурну споруду.
На будівництві щодня використовувалися 50 000 цегли незвичайного розміру: 28х14х6,5 см, вздовж лінії будівництва працювали 20 цегельних заводів.
Всього на будівництві було зайнято 1736 робочих, з них 31 особа загинула під час проведення робіт.
Після завершення будівництва і відкриття моста 15 липня 1851 року Гельчтальбрюкке став найвищим залізничним мостом у світі, а найбільшим цегляним мостом він залишається і на початок ХХІ сторіччя.
Гельчтальбрюкке — одночасно і назва головної залізничної станції у долині річки Гельч, що протікає під мостом.
Звідти розходяться залізничні колії на Райхенбах-Оберер і на Легенфельд (Фогтланд).
На кінець 2010-х є частиною так званої Саксоно-
Франконської магістралі, що в 1997—2000 роках зазнала реконструкцію і дозволяє поїздам долати звивисті дільниці зі швидкістю до 160 км/год.
Уздовж моста прокладені мальовничі дороги, з яких відкривається вражаюча панорама мосту, досягнення інженерно-технічної думки.
Неподалік від моста знаходився прив'язний аеростат, з якого можна було спостерігати простирається внизу долину з висоти 150 метрів, а також замок Нечкау і фортеця Мілау що знаходиться поблизу.
На жаль, з середини серпня 2007 року цей атракціон не працює через високу вартість ремонтних робіт.
Міст відомий і оточений легендами також і тому, що за свою 150-
річну історію з нього неодноразово стрибали і закінчували життя самогубством.
У серпні 2001 року з нього зістрибнули відразу троє підлітків з довколишнього Райхенбаха.
Документальний фільм «Ігри диявола», що з'явився в 2002 році описує життя друзів загиблих підлітків і їх спроби осмислити те, що відбулося.
Після 8 суїцидів протягом восьми місяців 2002 року міст посилено охороняється загоном Федеральної поліції.
з 2006 по 2008 рік на мосту проходили чергові ремонтні роботи.
«Deutsche Bahn» інвестував в них 2,2 мільйона євро.
В 2009 році віадук став другою спорудою, що внесли до списку історичних пам'яток інженерно-архітектурного мистецтва Німеччини.